# 北海道道506号茶内停车场线
北海道道506号茶内停车场线（日语：北海道道506号茶内停車場線）是一条位于北海道厚岸郡滨中町的普通道级道路（北海道道）。

## 道路概况
- 起点：北海道厚岸郡滨中町茶内橋北
- 終点：北海道厚岸郡滨中町茶内緑（JR北海道茶内站）
- 总距离：1.0千米（内、重複区間0.012千米）

## 经过的自治体
- 钏路综合振兴局
  - 厚岸郡滨中町

## 主要连接道路
- 国道44号（起点）
- 北海道道807号元朱别原野茶内线（起点）
- 北海道道599号火散布茶内停车场线（茶内緑 - 終点）：重複

## 历史
- 1965年（昭和40年）3月26日 - 路線勘定（北海道告示第553号）